# Leonardo De Lorenzo
Leonardo De Lorenzo (29. srpna 1875 Viggiano – 29. července 1962 Santa Barbara) byl italský flétnista.
Na flétnu se začal učit hrát v osmi letech. Vystudoval hru na flétnu na neapolské konzervatoři (Conservatorio di Musica San Pietro a Majella). V šestnácti letech odešel do Spojených států amerických, ale brzy se vrátil do Itálie, aby absolvoval vojenskou službu. Během této doby hrál ve vojenské kapele Giovanni Moranzoniho. Poté koncertoval samostatně jako flétnista, aby se ve 25 letech připojil k orchestru v Kapském Městě. Za sedm let (1907) se nakrátko vrátil do Itálie a záhy odešel do USA, kde se stal prvním flétnistou Newyorské filharmonie pod vedením Gustava Mahlera. Občas hrál i v New York Symphony Orchestra a v orchestrech v Minneapolis, Los Angeles a v Rochesteru. V letech 1923-1935 byl profesorem flétny na Eastman School of Music, k jeho nejznámějším studentům patřil Julius Baker. V závěru kariéry se věnoval hlavně komponování a teoretickým studiím. K jeho známým skladbám patří Saltarello (op. 27) či Pizzica-pizzica (op. 37), jsou zjevně ovlivněny italskou lidovou hudbou. Roku 1951 vydal knihu My complete story of the flute, v níž shrnul své názory hudebně-pedagogické.